# Lee Ji-ah
Kim Ji-ah (antes; Kim Sang-eun) conocida profesionalmente como Lee Ji-ah, es una actriz surcoreana. Después de dejar el personaje en The Legend en el año 2007, ha protagonizado series de televisión tales como Beethoven Virus (2008), Atenea: Diosa de la Guerra (2010), Me Too, Flower! (2011), y Tres veces la Mujer Casada (2013).

## Vida personal
Kim Sang-eun nació el 2 de febrero de 1979 en Corea del Sur. Su abuelo es el educador Kim Soon-heung, quien fue uno de los patrocinadores para la creación de la Escuela de Artes de Seúl, y fue presidente de la escuela secundaria Kyunggi; pero más tarde, en el año 2009, fue identificado como un chinilpa (aquellos coreanos que colaboraban con el imperio japonés). Este hecho ha sido causa de algunas controversias y llevó a la actriz a disculparse públicamente en 2025, pese a no tener recuerdos de su abuelo e incluso haber cortado lazos diez años antes con su familia, no por ello sino por motivos personales. Su padre fue un hombre de negocios. Ella estaba en sexto grado de la escuela primaria cuando su familia se mudó a los Estados Unidos y permaneció allí durante diez años.
Se graduó en diseño gráfico en el Pasadena Art Center College of Design.
Es buena amiga de las actrices Han Hyo-joo, Han Ji-min y Choo Ja-hyun.
En marzo de 2011, se reveló que estaba saliendo con el actor Jung Woo-sung su coestrella en Athena. sin embargo la relación terminó poco después.
El 21 de abril de 2011, Deportes de Seúl anunció que ella y el icono coreano de pop/rock Seo Taiji habían estado casados en secreto desde 1997, antes de divorciarse en 2006. La noticia se filtró después de que dos audiencias que se habían celebrado en la Corte de Familia de Seúl (documentos de la corte utilizando los nombres de nacimiento de Seo y Lee - Jeong Hyeon-cheol y Kim Sang-eun, respectivamente), ya que Lee presentó una demanda por ₩5.5 millones en contra de Seo por pensión alimenticia y la división de bienes. De ambas celebridades se creía que eran solteros. Lee dejó Corea para irse a Estados Unidos a estudiar en 1993 y se reunió con Seo a través de un conocido en un concierto en Los Ángeles el mismo año. Se desarrolló una relación a distancia a través de cartas y llamadas de teléfono mientras Lee se quedó en los Estados Unidos y Seo regresó a Corea para continuar con sus actividades artísticas con su banda Seo Taiji and Boys. En 1996, Seo anunció su retiro del mundo del espectáculo, después de lo cual él se fue a los Estados Unidos, donde él y Lee en secreto contrajeron matrimonio el 12 de octubre de 1997. La pareja vivió en los Estados Unidos, mudándose a Atlanta y, posteriormente, Arizona.
Se separaron cuando Seo regresó a Corea en junio de 2000 para su regreso a la escena musical del K-pop como un artista en solitario. Lee, que se quedó en los Estados Unidos, comenzó el proceso de divorcio en 2006 en la Corte de Familia de Santa Mónica sobre la base de diferencias irreconciliables, debido a la incompatibilidad de estilos de vida y personalidades. Afirmó en el 2011 que solicitó el divorcio en 2006 y la decisión de la corte entró en vigencia en 2009, por lo tanto los tres años requeridos en la legislación coreana para la búsqueda de la pensión alimenticia no habían caducado. Pero Seo afirmó que el divorcio oficialmente entró en vigor el 9 de agosto de 2006 y el estatuto de limitaciones había pasado. Lee presentó la demanda en enero y la retiró en abril 30, citando el sufrimiento psicológico después de que su vida privada se hizo pública. Los abogados de Seo se opusieron a la moción, y Lee reanudó su caso, con su abogado argumentando que el fallo de la corte de California no era válido y que los dos todavía estaban legalmente casados. a través de la mediación, la expareja llegó a un arreglo judicial en julio de 2011, que incluía un acuerdo de no divulgación.

## Carrera
Durante una breve visita a Corea en 2004, debutó en el mundo del entretenimiento, apareciendo en un comercial de televisión para LG Telecom junto al actor Bae Yong-joon. Dejó los Estados Unidos y regresó a Corea a principios de 2005 cambiando legalmente su nombre de Kim Sang-eun a Kim Ji-ah y adoptó el nombre artístico de Lee Ji-ah.

### 2007-2013
En 2007 debutó como actriz en la serie de fantasía La Leyenda junto a Bae Yong-joon. El alto perfil y el gran presupuesto de la producción la llevó instantáneamente a la fama. al final del año durante los MBC Drama Awards, ganó el premio a la Mejor Actriz revelación, premio de la popularidad, y la Mejor Pareja (con Bae). Nuevamente ganó el premio a Mejor Actriz Nueva de televisión en los Baeksang Arts Awards, un año más tarde.
Luego protagonizó Beethoven Virus (2008) en la cual interpretó a una violinista diagnosticada con una enfermedad que resulta en la completa pérdida de la audición.
Fue la coprotagonista de Estilo, una serie de televisión basada en el chick lit de 2008 mismo título. Inspirado por El Diablo Viste de Prada, interpretó el papel de la asistente de una perfeccionista editora en una revista de moda, interpretada por Kim Hye-soo. Y posteriormente protagonizó la película coreano-japonesa de romance The Relation of Face, Mind and Love (La Relación de la Cara, la Mente y el Amor) junto a Kang Ji-hwan, que marcó su debut en la gran pantalla.
A finales de 2009, se unió al "Telecinema", serie de siete partes, que reunió a estrellas y directores coreanos con escritores japoneses. Cada "telecinema" fue lanzado en cines y también fue emitido en la televisión de SBS.
A continuación coprotagonizó junto a Jung Woo-sung, Cha Seung-won y Soo Ae la serie de espías de 2010 Atenea: Diosa de la Guerra, un spin-off de la serie Iris (2009).
En 2011 actuó en el drama de la televisión Me Too, Flower!, interpretando a una malgeniada oficial de policía que se enamora de un joven millonario enmascarado como un asistente de estacionamiento.
Cuando su contrato de cinco años con la agencia KeyEast expiró el 31 de diciembre de 2011 ella firmó con la agencia Will Entertainment en marzo de 2012. En 2013 tomó el papel principal en Tres veces la Mujer Casada.

### 2014-presente
En abril de 2014 firmó con su nueva agencia HB Entretenimiento. Esto fue seguido por un contrato con una empresa de Hollywood indie Maybach Film Productions como guionista.
En 2015 protagonizó el drama de dos episodios de fantasía, Snow Lotus Flower (Nieve en Flor de Loto).
En 2016 regresó a la gran pantalla con la película de acción y suspense Musudan.En mayo abandonó la agencia HB Entretenimiento y firmó con su nueva agencia de gestión BH Entertainment.
En 2018, después de un receso de tres años, actuó en la serie dramática en 16 episodios Mi señor, interpretando el personaje de Kang Yoon-hee, la mujer del protagonista.
El 26 de octubre de 2020 se unió al elenco principal de la serie Penthouse: War In Life (también conocida como "Penthouse") donde dio vida a la encantadora Shim Soo-ryun, una mujer honesta y amorosa que está dispuesta a proteger a los suyos, hasta el final de la serie el 10 de septiembre de 2021.

## Filmografía

### Series de televisión
| Año     | Título                                | Personaje                 | Cadena | Notas                      | Ref.          |
| ------- | ------------------------------------- | ------------------------- | ------ | -------------------------- | ------------- |
| 2007    | La Leyenda                            | Sujini / Saeoh            | MBC    |                            |               |
| 2008    | Beethoven Virus                       | Du Ru-mi                  | MBC    |                            |               |
| 2009    | Estilo                                | Lee Seo-jung              | SBS    |                            |               |
| 2010    | Atenea: Diosa de la Guerra            | Han Jae-hee               | SBS    |                            |               |
| 2011    | Me Too, Flower!                       | Cha Bong-sol              | MBC    |                            |               |
| 2013    | Tres Veces A La Mujer Casada          | Oh Eun-soo                | SBS    |                            |               |
| 2015    | Drama Especial: La Nieve Flor De Loto | Han Yeon-woo              | SBS    |                            |               |
| 2018    | Mi señor                              | Kang Yoon-hee             | tvN    |                            |               |
| 2018    | The Ghost Detective                   | Sunwoo Hye                | KBS2   |                            |               |
| 2020-21 | Penthouse: War In Life                | Shim Soo-ryun             | SBS    | Protagonista, 21 episodios | [ 67 ]        |
| 2021    | Penthouse: War In Life 2              | Shim Soo-ryun / Na Ae-kyo | SBS    | Protagonista, ep. 6-13     |               |
| 2021    | Penthouse: War In Life 3              | Shim Soo-ryun             | SBS    | Protagonista               |               |
| 2023    | Pandora: Beneath the Paradise         | Hong Tae-ra               | tvN    | Protagonista               | [ 68 ] [ 69 ] |
| 2024    | Queen of Divorce                      | Kim Sa-ra                 | JTBC   | Protagonista               | [ 70 ] [ 71 ] |

### Películas
| Año  | Título                              | Rol          |
| ---- | ----------------------------------- | ------------ |
| 2009 | The Relation of Face, Mind and Love | Wang So-jung |
| 2011 | Athena: The Movie                   | Han Jae-hee  |
| 2016 | Musudan                             | Shin Yoo-hwa |
| 2022 | It’s Alright                        | (corto)      |

### Programas de variedades
| Año  | Programa                                                       | Función  | Notas | Ref.                 |
| ---- | -------------------------------------------------------------- | -------- | ----- | -------------------- |
| 2021 | We Don't Bite: Villains in the Countryside (We Won’t Hurt You) | Invitada | Ep. 2 | [ 73 ]               |
| 2021 | The Sea I Wished For (The Sea I Desire)                        | Miembro  |       | [ 74 ] [ 75 ] [ 76 ] |
| 2021 | Master In The House                                            | Invitada |       | [ 77 ]               |
| 2020 | Running Man                                                    | Invitada |       |                      |

### Vídeo musical
| Año  | Título de la canción   | Artista |
| ---- | ---------------------- | ------- |
| 2010 | Please Come Back to Me | Vibe    |

## Discografía
| Año  | Título            | Artista                                       | Notas |
| ---- | ----------------- | --------------------------------------------- | ----- |
| 2008 | Love Virus        | Lee Ji-ah                                     |       |
| 2008 | So Much           | Super Sta feat. Baby Boy's Soul and Lee Ji-ah |       |
| 2009 | Cupcake and Alien | Lee Ji-ah                                     |       |
| 2010 | Vampire Romance   | Lee Ji-ah                                     |       |

## Donaciones
En abril de 2021, la Fundación Infantil Green Umbrella (también conocida como ChildFund Korea) reveló que la actriz había hecho una cuidadosa donación de tecnología (dispositivos) para ayudar a los jóvenes estudiantes necesitados y que ha sido afectados por la pandemia COVID-19, con la esperanza de brindar ayuda práctica y tangible a los estudiantes.

## Premios y nominaciones
| Año  | Premio                  | Categoría                                                         | Nominación                     | Resultado |
| ---- | ----------------------- | ----------------------------------------------------------------- | ------------------------------ | --------- |
| 2007 | MBC Drama Awards        | Mejor Actriz Revelación                                           | La Leyenda                     | Ganadora  |
| 2007 | MBC Drama Awards        | Premio de Popularidad                                             | La Leyenda                     | Ganadora  |
| 2007 | MBC Drama Awards        | Mejor Pareja (con Bae Yong-joon)                                  | La Leyenda                     | Ganadora  |
| 2008 | 44 Baeksang Arts Awards | Mejor Actriz Nueva (TV)                                           | La Leyenda                     | Ganadora  |
| 2008 | MBC Drama Awards        | Premio a la Excelencia, Actriz                                    | Beethoven Virus                | Nominada  |
| 2011 | SBS Drama Awards        | Premio a la Excelencia, Actriz de drama                           | Atenea: Diosa de la Guerra     | Nominada  |
| 2014 | 7 de Korea Drama Awards | Premio a la Excelencia, Actriz                                    | Tres Veces la Mujer Casada     | Nominada  |
| 2014 | 3 de APAN Star Awards   | Premio a la Excelencia, Actriz en una Serie de Drama              | Tres Veces la Mujer Casada     | Nominada  |
| 2014 | SBS Drama Awards        | Premio a la Excelencia, Actriz en una Serie de Drama              | Tres Veces la Mujer Casada     | Nominada  |
| 2020 | 28th SBS Drama Award    | Top Excellence in Mid-Length/Long Drama                           | Penthouse: War In Life         | Ganadora  |
| 2021 | 2021 SBS Drama Awards   | Top Excellence Award, Actress in a Miniseries Genre/Fantasy Drama | Penthouse: War In Life S2 & S3 | Nominada  |